# Astragalus kullmannii
Astragalus kullmannii är en ärtväxtart som beskrevs av Dieter Podlech. Astragalus kullmannii ingår i släktet vedlar, och familjen ärtväxter. Inga underarter finns listade i Catalogue of Life.